# 아나스타시야 바리시니코바
아나스타시야 블라디미로브나 바리시니코바(러시아어: Анастаси́я Влади́мировна Бары́шникова, 1990년 12월 19일~)는 러시아의 태권도 선수이다. 유럽 선수권 대회에서 금메달 3개를 획득하였으며, 2012년에 영국 런던에서 열린 하계 올림픽에서 -73kg급에 출전하여 동메달을 획득했다.